# Тортниця

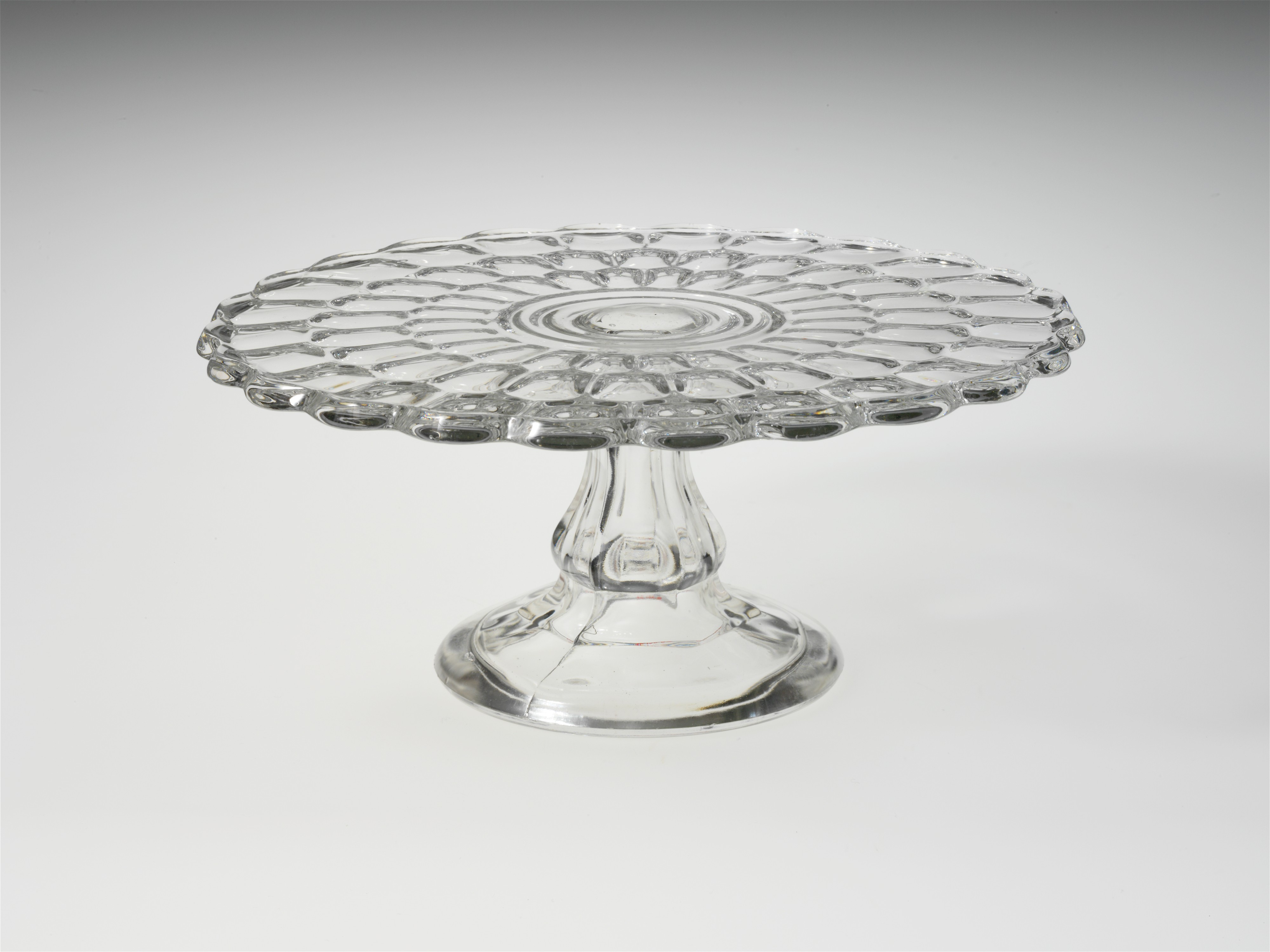
Скляна тортниця (середина XIX сторіччя)

Тортниця — тарілка або підставка для подачі торта на стіл. Зазвичай — кругле плоске блюдо на високій ніжці. Деякі тортниці постачаються з кришкою. Торт, розміщений на тортниці з високою підставкою, стає окрасою столу.
У разі великої кількості гостей підставки з діаметрами, що зменшуються, можна ставити одну на іншу, до 3—4 ярусів. Таку піраміду можна ефектно завершити «дитячою» тортницею — невеликим виробом, який у XIX сторіччі призначався для навчання дівчат тому, як правильно накривати стіл. На різних рівнях при цьому можна розміщувати різні солодощі або фрукти.